# Thecla paphlagon
Thecla paphlagon är en fjärilsart som beskrevs av Felder 1865. Thecla paphlagon ingår i släktet Thecla och familjen juvelvingar. Inga underarter finns listade i Catalogue of Life.